# Хаџи Мeлентијева улица (Београд)
| ХАЏИ МЕЛЕНТИЈЕВА · улица | ХАЏИ МЕЛЕНТИЈЕВА · улица |
| ------------------------ | ------------------------ |
|                          |                          |
| Општина                  | Врачар                   |
| Почетак                  | Небојшина улица          |
| Крај                     | улица Максима Горког     |
| Дужина                   | 900 m                    |
| Ширина                   | 10 m                     |
| Створена                 | пре 1893.                |
| Названа                  | 1896.                    |
| Стари називи             | Розелпова                |
|                          |                          |
|                          |                          |

Хаџи Мeлентијева улица је улица на Врачару, у Београду. Простире се од Небојшине улице, па све до улице Максима Горког. Улица је добила назив по Хаџи Мелентије Стевановићу вођи Првог српског устанка. Хаџи Мелентија обновио је разорени манастир Рача на Дрини и постао његов архимендрит.
Опевао га је Филип Вишњић у песми Почетак буне против дахија.
Улица је дугачка 900 метара

## Име улице
Ова улица променила је име само једном и то 1896. године. Од 1893. до 1896. године звала се Розелпова, а 1896 променила је име у Хаџи Мeлентијеву улицу.

## Суседне улице
Улицу пресецају следеће улице, по редоследу од Небојшине улице, па до улице Максима Горког:
- Браничевска
- Моравска
- Петра Кочића
- Јанка Веселиновића